# St. Donatus (Iowa)
St. Donatus est une ville du  comté de Jackson, en Iowa, aux États-Unis. Elle est incorporée le 8 juin 1864.

## Source de la traduction
- (en) Cet article est partiellement ou en totalité issu de l’article de Wikipédia en anglais intitulé « St. Donatus, Iowa » (voir la liste des auteurs).